# Endre Botka
Endre Botka, né le 25 août 1994 à Budapest en Hongrie, est un footballeur international hongrois qui évolue au poste d'arrière droit au Ferencváros TC.

## Biographie

### En club
Né à Budapest en Hongrie, Endre Botka est formé par l'un des clubs de la capitale, le Budapest Honvéd, qui lui permet de faire ses débuts en professionnel. Il joue son premier match le 11 mai 2014, lors d'une rencontre de championnat face au Győri ETO FC. Il est titulaire lors de cette rencontre perdue par son équipe (4-2 score final).
En janvier 2017, il est recruté par le Ferencváros TC. Il joue son premier match sous ses nouvelles couleurs face à son ancien club, le Budapest Honvéd en coupe de Hongrie le 11 février 2017 (victoire 2-1 de Ferencváros). Sept jours plus tard il est titularisé lors d'une rencontre de championnat face au Debreceni VSC (0-0).
Avec le Ferencváros TC, Botka découvre la coupe d'Europe, jouant ses premiers matchs lors de matchs qualificatifs pour la Ligue Europa 2017-2018. Il joue son premier match dans cette compétition le 29 juin 2017 face au FK Jelgava (victoire 2-0 du Ferencváros TC). Il marque son premier but en coupe d'Europe lors du tour suivant contre le FC Midtjylland en ouvrant le score, le 13 juillet 2017. Son équipe s'incline toutefois par quatre buts à deux ce jour-là.

### En sélection
Endre Botka commence sa carrière internationale avec l'équipe de Hongrie des moins de 16 ans, avec laquelle il joue deux matchs, les deux en 2010.
Il représente également l'équipe de Hongrie des moins de 17 ans, pour un total de deux matchs joués, en 2010.
Le 15 novembre 2016, Endre Botka honore sa première sélection avec l'équipe nationale de Hongrie, lors d'un match amical face à la Suède. Il entre en jeu à la place de Attila Fiola et son équipe s'incline par deux buts à zéro.
En juin 2021 Botka est retenu par Marco Rossi, le sélectionneur de la Hongrie, pour participer à l'Euro 2020. Lors de cette compétition, il officie comme titulaire et joue l'intégralité des trois matchs disputés par son équipe. Avec un bilan de deux nuls et une défaite, la Hongrie est éliminée dès le premier tour.
Le 8 septembre 2021, il inscrit son premier but en équipe nationale, face à l'Andorre. Ce match gagné 2-1 rentre dans le cadre des éliminatoires du Mondial 2022.
En mai 2024, il est sélectionné par Marco Rossi pour participer à l'Euro 2024 avec la Hongrie.